# ألبان كوسوفو
ألبان كوسوفو (بالألبانية: Shqiptarët)، ويُعرفون أيضًا باسم الألبان الكوسوفيين أو كوسوفاريين، هي أكبر مجموعة عرقية في إقليم كوسوفو.
ينتمي ألبان كوسوفو إلى الفرع العرقي الألباني المعروف باسم الغيغ، وهم يقطنون شمال ألبانيا، شمال نهر شكومبين، وكوسوفو، وجنوب صربيا، والأجزاء الغربية من شمال مقدونيا. ويتحدثون لهجة الغيغ الألبانية، وتحديدًا النمطين الشمالي الغربي والشمالي الشرقي منها.
وفقًا لتعداد يوغوسلافيا لعام 1991 – الذي قاطعه الألبان – بلغ عدد الألبان في كوسوفو نحو 1,596,072 نسمة، أي ما نسبته 81.6٪ من السكان. وبحسب تقديرات عام 2000، تراوح عددهم بين 1,584,000 و1,733,600 نسمة، أي ما نسبته 88٪ من إجمالي السكان. أما في إحصاء عام 2011، فقد بلغت نسبتهم 92.93٪ من سكان كوسوفو.

## التاريخ

### ما قبل القرن السابع
تشير الأدلة الطوبونيمية (المرتبطة بأسماء الأماكن) إلى أن اللغة الألبانية كانت مستخدمة في كوسوفو الغربية والشرقية، وكذلك في منطقة نيش، قبل فترة الهجرات الكبرى. وخلال تلك الحقبة، كانت اللغة الألبانية في كوسوفو على تواصل لغوي مع اللغات الرومانسية الشرقية، التي يُفترض أنها كانت مستخدمة في مناطق صربيا الشرقية ومقدونيا الحالية.

### العصور الوسطى
أشار ستيفان أوروش الأول بين عامي 1246 و1255 إلى وجود أسماء أماكن ألبانية في وادي درنيكا. كما جاء في فرمان ذهبي (كريسوبول) صادر عن القيصر الصربي ستيفان دوشان، والذي مُنح لدير القديس ميخائيل وغافريل في بريزرن بين عامي 1348 و1353، تأكيد على وجود الألبان في سهول دوكاغين، ومناطق محيطة ببريزرن، وقرى درنيكا.
في القرن الرابع عشر، وردت في فرمانين صادرين عن حكام صرب ذكر لقرى ألبانية إلى جانب قرى الفلاخ (الولاش)؛ ففي الأول (عام 1330) تم ذكر القرى الواقعة بين نهري درين الأبيض وليم، وفي الثاني (عام 1348) ذُكرت تسع قرى ألبانية في محيط بريزرن. تدل أسماء أماكن مثل "أرباناشكا" و"ديياكه" على وجود ألباني في مناطق توبليتسا ومورافا الجنوبية (شمال شرق كوسوفو الحالية) منذ أواخر العصور الوسطى.
وردت قريتا "أويمير" و"جوناي" في نصوص صربية تعود إلى القرن الرابع عشر، ويحتمل أن تكون في "وجوناي" واحدة من أقدم الكنائس الكاثوليكية في كوسوفو. كما يُعتقد أن "وجوناي" هي مسقط رأس القس بيتَر بوغداني. ووردت أسماء أخرى لقرى ألبانية في القرنين الرابع عشر والخامس عشر مثل بلانيي، زيم، غوروجوب، ميلاي، كويُوشه، باتوشه، مازريك، فوكس وغيرها. تُظهر سجلات الدولة العثمانية من عامي 1452-1453 أن منطقة هاس في كوسوفو كانت مأهولة بسكان ألبان مسيحيين. وقد سُجلت قرى مثل مازريك، كويُوشه، غوروجوب، زيم، زهور، ميلاي، بلانيي في تلك السجلات. وفي سجلات عام 1485 الذي غطى منطقة جاكوفا في غرب كوسوفو، كان نصف القرى على الأقل تحمل أسماء ألبانية أو مزيجًا من أسماء صربية وألبانية.
خلال حكم ستيفان دوشان، أُجبر الألبان الكاثوليك في كوسوفو على اعتناق الأرثوذكسية، وطرد الكثير منهم، وتحولت الكنائس الكاثوليكية إلى كنائس أرثوذكسية.
تُظهر سجلات الدولة العثمانية في القرنين الخامس عشر والسادس عشر تسجيل الوافدين الجدد إلى كوسوفو والأماكن المهجورة، دون أن تشير إلى نزوح جماعي للسكان أو استيطان كثيف من قبائل خارجية.
تشير السجلات العثمانية إلى أن منطقة هاس، التي كانت جزءًا من ناحية هاسي، كانت مأهولة تقريبًا بالكامل بألبان خلال القرنين الخامس عشر والسادس عشر. وتبين سجلات القرن الخامس عشر أن غرب كوسوفو كان يحتضن عددًا كبيرًا من السكان الألبان الأصليين. كما تشير الدراسات إلى أن مدن شرق كوسوفو كانت تضم عددًا كبيرًا من الألبان المسلمين قبل الحروب النمساوية العثمانية عام 1690، حيث فقدت تلك المدن عددًا كبيرًا من سكانها بسبب تلك الحروب. وخلال القرن الثامن عشر وما بعده، شهدت المناطق الألبانية حركة تنقلات بين المناطق المختلفة (نيش، مقدونيا، كوسوفو، ألبانيا).
كانت كوسوفو جزءًا من الإمبراطورية العثمانية من عام 1455 حتى 1912، في البداية كجزء من إيالة روميليا، ومنذ عام 1864 كولاية منفصلة. وخلال هذه الفترة، دخل الإسلام إلى السكان، وأصبح الإسلام السني اليوم الدين السائد بين الألبان في كوسوفو.
استخدم المصطلح العثماني "آرناوودلق" (Arnavudluk) يعني "ألبانيا"، في السجلات العثمانية للإشارة إلى مناطق مثل جنوب صربيا وكوسوفو. وذكر الرحالة العثماني أوليا جلبي (1611-1682) خلال رحلاته في المنطقة عام 1660 أن الجزء الغربي والوسطي من كوسوفو الحالية كان يُعرف باسم "أرنافودلق"، ووصف سكان مدينة فوشترّي بأنهم يتحدثون الألبانية أو التركية، مع وجود عدد قليل من متحدثي اللغات السلافية.

### العصر الحديث

#### القرن الحادي والعشرون
انطلقت المفاوضات الدولية عام 2006 لتحديد الوضع النهائي لكوسوفو، وفقاً لقرار مجلس الأمن الدولي رقم 1244، الذي أنهى نزاع كوسوفو في عام 1999. رغم اعتراف غالبية المجتمع الدولي بسيادة صربيا على كوسوفو في تلك الفترة، إلا أن الأغلبية الساحقة من سكان كوسوفو كانوا يؤيدون الاستقلال. بدأت المحادثات برعاية الأمم المتحدة وبقيادة المبعوث الخاص مارتي آهتيساري في فبراير 2006، حيث تم تحقيق تقدم في القضايا الفنية، لكن الخلاف استمر حول مسألة الوضع السياسي. في فبراير 2007، قدم آهتيساري مسودة تسوية إلى قادة بلغراد وبريشتينا، اقترحت منح كوسوفو استقلالاً تحت إشراف دولي.
بحلول يوليو 2007، جرى تعديل مسودة القرار التي تدعمها الولايات المتحدة والمملكة المتحدة وعدد من الدول الأوروبية عدة مرات لاستيعاب مخاوف روسيا، التي تخشى أن يقوض القرار مبدأ سيادة الدول. وروسيا، كعضو دائم في مجلس الأمن وتمتلك حق النقض، أعلنت أنها لن تؤيد أي قرار لا يحظى بقبول الطرفين. حتى نوفمبر 2023، اعترفت أكثر من مئة دولة بكوسوفو كدولة مستقلة.
في 26 نوفمبر 2019، ضرب زلزال ألبانيا، حيث استجاب الألبان في كوسوفو بتضامن واسع من خلال إطلاق حملات تبرعات وتقديم المساعدات المالية والغذائية والملابس والمأوى. وصل المتطوعون والمساعدات الإنسانية إلى ألبانيا عبر شاحنات وحافلات ومئات السيارات، وساهموا في تشغيل المطابخ المتنقلة وجمع الدعم المالي. كما استقبل العديد من الألبان في كوسوفو النازحين في منازلهم، تعبيراً عن التضامن والدعم في هذه المحنة.

## التركيبة السكانية
| السنة | الألبان | الصرب | آخرون | المصدر والملاحظات                            |
| ----- | ------- | ----- | ----- | -------------------------------------------- |
| 1921  | 61%     | 33%   | 6%    |                                              |
| 1931  | 58%     | 29%   | 13%   |                                              |
| 1948  | 65%     | 26%   | 9%    | محكمة جرائم الحرب الدولية في يوغوسلافيا      |
| 1953  | 65%     | 24%   | 10%   |                                              |
| 1961  | 67%     | 23%   | 9%    |                                              |
| 1971  | 73%     | 19%   | 7%    |                                              |
| 1981  | 76%     | 16%   | 8%    |                                              |
| 1991  | 80%     | 13%   | 7%    | تعداد 1991                                   |
| 2000  | 87%     | 9%    | 4%    | البنك الدولي، منظمة الأمن والتعاون في أوروبا |
| 2007  | 92%     | 5%    | 3%    | منظمة الأمن والتعاون في أوروبا               |
| 2011  | 92.9%   | 1.5%  | 5.4%  | تعداد 2011                                   |

### الشتات
تقيم جالية كبيرة من الألبان الكوسوفيين في وسط أوروبا.

## الثقافة
يشترك الألبان في كوسوفو ثقافيًا بعلاقات وثيقة مع نظرائهم في ألبانيا من حيث التقاليد والعادات، رغم وجود اختلافات بين المدن المختلفة داخل كوسوفو نفسها. اللهجة المتداولة بين السكان هي لهجة الغيق، التي تُعتبر سمة مميزة للألبان في شمال البلاد. في المقابل، تُستخدم اللهجة القياسية القريبة من لهجة التوسك كلغة رسمية في المؤسسات الحكومية، والتعليم، والكتب، ووسائل الإعلام، والصحف.

### الدين
الغالبية العظمى من الألبان في كوسوفو هم من المسلمين السنة. كما توجد مجتمعات ألبانية كاثوليكية يُقدّر عددها بين 60,000 إلى 65,000 نسمة في كوسوفو، تتركز في مناطق جياكوفا، بريزرن، كلاين، وبعض القرى القريبة من بيا وفتي. يزداد عدد من يتحولون إلى المسيحية بين المسلمين الألبان في كوسوفو.